# Rotala
Rotala is een geslacht van waterplanten en moerasplanten uit de kattenstaartfamilie (Lythraceae). De soorten komen voor op het Amerikaanse continent, in tropisch en zuidelijk Afrika, Azië en Australazië.

## Enkele soorten
- Rotala andamanensis
- Rotala densiflora
- Rotala hippuris
- Rotala indica
- Rotala malabarica
- Rotala malampuzhensis
- Rotala ramosior
- Rotala rotundifolia

Adenaria · 
Ammannia · 
Capuronia · 
Crenea · 
Cuphea · 
Decodon · 
Diplusodon · 
Duabanga · 
Galpinia · 
Ginoria · 
Haitia · 
Heimia · 
Hionanthera · 
Koehneria · 
Lafoensia · 
Lagerstroemia · 
Lourtella · 
Lythrum (Kattenstaart) · 
Nesaea · 
Pehria · 
Pemphis · 
Physocalymma · 
Pleurophora · 
Punica · 
Rotala · 
Socotria · 
Sonneratia · 
Tetrataxis · 
Trapa · 
Woodfordia